# Miłaków (województwo lubuskie)
Miłaków – wieś w Polsce położona w województwie lubuskim, w powiecie nowosolskim, w gminie Nowe Miasteczko.
W latach 1975–1998 miejscowość administracyjnie należała do województwa zielonogórskiego.

## Nazwa
W 1295 w kronice łacińskiej Liber fundationis episcopatus Vratislaviensis (pol."Księdze uposażeń biskupstwa wrocławskiego") miejscowość wymieniona jest w zlatynizowanej formie Milacow.

## Historia
Od 1760 roku do 1945 roku wieś należy do książąt Schönaich z Siedliska.

## Zabytki
Do wojewódzkiego rejestru zabytków wpisane są:
- zespół dawnego kościoła ewangelickiego, z XVI/XVII wieku:
  - kościół, obecnie rzymskokatolicki parafialny pod wezwaniem św. Bartłomieja Apostoła, renesansowy z XVI w. Budowla jednonawowa, murowana z kamienia i cegły. Wnętrze barokowe
  - dawny cmentarz przy kościele
  - ogrodzenie, murowane
- zespół zamkowy, z około 1600 roku, przebudowany w XIX wieku/XX wieku:
  - zamek - dwór z około 1600 roku
  - obwarowania ziemno-wodne
  - park

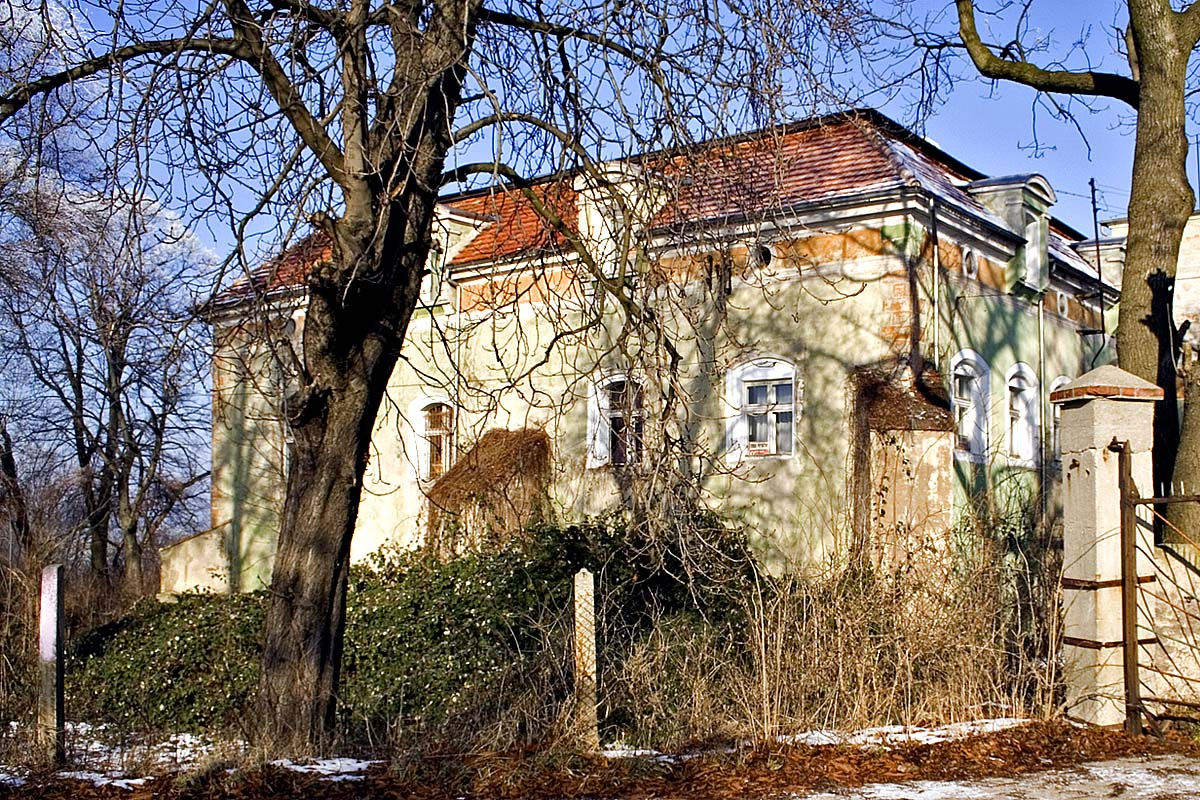
Miłaków - dwór z XVII wieku

## Demografia
Liczba mieszkańców miejscowości w poszczególnych latach:
| Rok  | Ilość mieszkańców |
| ---- | ----------------- |
| 1998 | 347               |
| 2002 | 347               |
| 2009 | 357               |
| 2011 | 341               |
| 2021 | 297               |